# Skuldsanering
Skuldsanering innebär att en skuldsatt person befrias, helt eller delvis, från skyldigheten att betala sina skulder. I Sverige kan fysiska personer få skuldsanering enligt skuldsaneringslagen. För företag och andra juridiska personer gäller andra regler, exempelvis ackord. Även konkurs tillämpas oftare för juridiska personer i syfte att få tillbaka fordringar; privatpersoner behåller sina skulder om de går i personlig konkurs.

## Översikt över skuldsanering i Sverige
Skuldsanering är en möjlighet för svårt skuldsatta privatpersoner att kunna reducera sina skulder till en nivå där de kan klara av att betala dem inom överskådlig tid. Den regleras av Skuldsaneringslagen. Kronofogdemyndigheten är den instans som ska pröva om en person kan få skuldsanering.
Det räcker inte att vara skuldsatt och ha betalningsproblem för att få skuldsanering. Enligt lag är Sveriges kommuner skyldiga att ge råd och anvisningar till skuldsatta medborgare och i varje kommun arbetar budget- och skuldrådgivare som erbjuder neutral ekonomisk rådgivning och bistår i ekonomiskt förändringsarbete.  Konsumentverket ska ge kommunerna stöd och vägledning i frågan.
En rad villkor måste vara uppfyllda för att beviljas skuldsanering:
- Personen är en fysisk person.
- Personen är folkbokförd i Sverige.
- Personen är så svårt skuldsatt att han eller hon inte kan anses kunna betala sina skulder inom överskådlig tid.
- Det anses skäligt med hänsyn till personens ekonomiska och personliga förhållanden. Bland annat ska då beaktas hur skulderna har uppkommit och hur gamla de är, vilken sorts skulder det rör sig om, vilka ansträngningar personen har gjort för att betala dem, samt på vilket sätt personen medverkar till att få till stånd en skuldsanering.
- Personen får inte ha näringsförbud.
- Om personen bedriver näringsverksamhet, får den bara stå för en liten del av personens inkomster och andel av total arbetstid.
- Personen får i princip inte ha skuldsanerats tidigare.

Om alla kriterierna ovan är uppfyllda, kan personen ansöka om skuldsanering. Ansökan görs hos Kronofogden, som därefter upprättar en prognos för att bedöma personens framtida möjligheter att betala sina skulder utan skuldsanering. Bland annat bedöms skuldernas storlek, sökandes ålder, arbetsförmåga, utbildning, sjukdom och andra liknande omständigheter.
Om Kronofogden bedömer att förutsättningar för skuldsanering är uppfyllda, skrivs ett förslag till betalningsplan. Som regel är den på fem år och utgår från hur mycket gäldenären behöver för att försörja sig själv och sin familj. Inkomster som överstiger detta belopp ska betalas till fordringsägarna. Förslaget måste godkännas av gäldenären och skickas därefter ut till de berörda parterna. Skulle någon av dem säga nej kan Kronofogden bestämma att betalningsplanen ska genomföras ändå. Överklagan kan därefter ske hos tingsrätten. Viktigt att tänka på är att skulder som preskriberats inte ska räknas med och deras fordringsägare inte kontaktas, eftersom det kan återuppväcka en sådan skuld.
Godkänns skuldsaneringen, innebär det som regel att gäldenären får leva på existensminimum i fem år. Under perioden får inte Kronofogden göra utmätningar för skulder som tillkom innan beslut om att inleda skuldsanering togs. När betalningsplanen har fullgjorts, avskrivs alla återstående skulder.
Skuldsaneringen gäller endast den person som har ansökt om den. Borgensmän eller andra som också är förpliktade att betala skulden omfattas inte av beslutet om skuldsanering men kan på egen hand ansöka om skuldsanering.
Innan skuldsaneringslagen infördes i Sverige brukade personer med stora skulder få leva på existensminimum resten av livet.

## Utomlands
I andra länder finns oftast liknande lagar. I många länder är det svårare än i Sverige att driva in lön och liknande, så det är mindre behov av skuldsanering.
Tiden från ansökan till befrielse är 3 år i Tyskland och 18 månader i England (andra delar av Storbritannien har troligen inte samma lagstiftning).